# フィーバーネプチューン
フィーバーネプチューンは、1994年9月にSANKYOが発売した、深海をイメージした図柄が巨大なドラムに描かれているパチンコ機のシリーズ名。発売時のキャッチコピーは「深海神現わる」であった。
『フィーバーネプチューン』と『CRフィーバーネプチューン』の2機種がある。

## 概要
ドラム型のデジパチ。現金機はノーマルタイプで、CR機は確変搭載タイプである。本機が発売された1994年に新台枠として登場したのがNASUKA枠である。このNASUKA枠は、ステレオ音源搭載、丸型全面ガラス、フィット感のあるハンドルが特徴の台枠で、イタリアのデザイナーによる特注デザインの台枠である。
同時期に発売されたドラム型の機種として、同社から1994年に発売された『フィーバーキャッスル』と大同（現:ビスティ）から1994年に発売された『雅D』がある。
『CRフィーバーネプチューン』の大当たり最高継続数は15回となっており、大当たり時の各ラウンドの入賞個数は9個までである。確変中は小当たり確率もアップするので、止め打ちなどの技術介入で出玉の維持だけでなく、次回大当たりまでに出玉を増やすことも可能である。全9種類ある図柄のうち、赤7•赤BAR•人魚図柄揃いで確変に突入し、以後2回まで継続する。確変中の大当たり確率は設定1では6倍に、設定2と3では7倍にアップする。さらにメインデジタルの消化時間も通常時の約9.2秒から約5.1秒に短縮される。
本機は、変則的なゲージ構成のため、ドラム下のステージ経由以外の玉は、デジタル回転のためのスタートチャッカーに入賞しにくい機種である。通常時は左打ちだけでなく、右打ちをした場合でもステージに玉が乗ることがあるので、左右どちらからでもスタートチャッカーへの入賞は可能である。
大当たりラウンドを継続させるためのVセンサーはアタッカー内の左側にあるので、大当たり中に右打ちをすると、アタッカー右側に入賞することが多くなるのでパンクすることがある。
本機は、左と右のドラム図柄配列が全く同じである。

## スペック
- フィーバーネプチューン
  - 賞球数 7&15
  - 大当たり最高継続 16R
  - 大当たり確率 1/205
- CRフィーバーネプチューン
  - 賞球数 5&15
  - 大当たり最高継続 15R
  - 大当たり確率 
    - 設定1 1/352
    - 設定2 1/371
    - 設定3 1/391

  - 確変中大当たり確率
    - 設定1 1/59
    - 設定2 1/53
    - 設定3 1/56

  - 確変突入率 1/3
  - 確変期間 以後2回の大当たりまで

## 図柄
- 赤7
- 青7
- 赤BAR
- 青BAR
- 人魚
- ジョーズ
- NEPTUNE
- 宝
- 潜水艦

## 演出
リーチアクションは、ノーマルリーチを含め3種類ある。ノーマルリーチから発展する「コマ送りリーチ」と、左図柄が停止する前に、全図柄が揃った状態で回転する「深海竜巻リーチ」がある。全てのリーチアクションに図柄停止後の再始動アクションがある。
リーチアクションは全部で3通り。
- ノーマルリーチ
- コマ送りリーチ
  - ノーマルリーチから発展し、大当たり絵柄1コマ前から1コマ過ぎまで、カクカクとコマ送り動作を行う（ダブルリーチ時はいつもより余計にカクカクしてくれるのであった）。

- 深海竜巻リーチ
  - 左絵柄が停止する前に、全絵柄がそろった状態でグリングリンと回転する。

—『パチンコ必勝ガイド1994 11•6号』p.6
現金機とCR機では、リーチアクションに変更点があり、CR機はコマ送りリーチがなくなっている。ノーマルリーチも大当たり図柄が停止するまでに最大で6周する仕様に変更されている。深海竜巻リーチから大当たりとなる場合は、揃う図柄は決められており、赤7•人魚•青BARの3種類の図柄のいずれかで大当たりとなる。
ドラム上のデジタルには、ラッキーナンバー用のデジタルが表示される。
CR機の確変中は、大当たり確率がアップするだけでなく、小当たりの確率や小デジタルの変動時間も通常時とは異なる。小当たり確率は通常時は1/11のところ、確変時は10/11までアップする。小デジタルの回転時間も通常時は約27秒のところ、確変時は約5秒まで短縮される。小当たり当選時の電チューは、最大3秒間開放され、3個入賞で閉じる仕様である。

## コンシューマ移植
- 本家SANKYO FEVER実機シミュレーションシリーズ（スーパーファミコン用）
  - 『本家SANKYO FEVER実機シミュレーション』（スーパーファミコン用、DEN'Z、1995年6月10日発売、SHVC-P-AFPJ、JAN-4944656951025）に収録。
- Victory-ZONEシリーズ（プレイステーション用）
  - 『Victory-ZONE2』（ソニー・コンピュータエンタテインメント、1996年9月20日発売、SCPS-10025、JAN-4948872100250）に収録。

## サウンドトラック
- 『パチンコ・ミュージック・フロム SANKYO FEVER WARS』 キングレコード、1998年8月21日。KICA-1217。
  - BGMが収録されている。
- 『ザ・パチンコ・ミュージック・フロム・SANKYO SPECIAL ～愛のパチパチロック～』 キングレコード、1996年2月21日。KICA-1173。
  - BGMが収録されている。